# Каза Лацарело (Пјаченца)
Каза Лацарело је насеље у Италији у округу Пјаченца, региону Емилија-Ромања.
Према процени из 2011. у насељу је живело 14 становника. Насеље се налази на надморској висини од 750 м.